# Thomas Matter

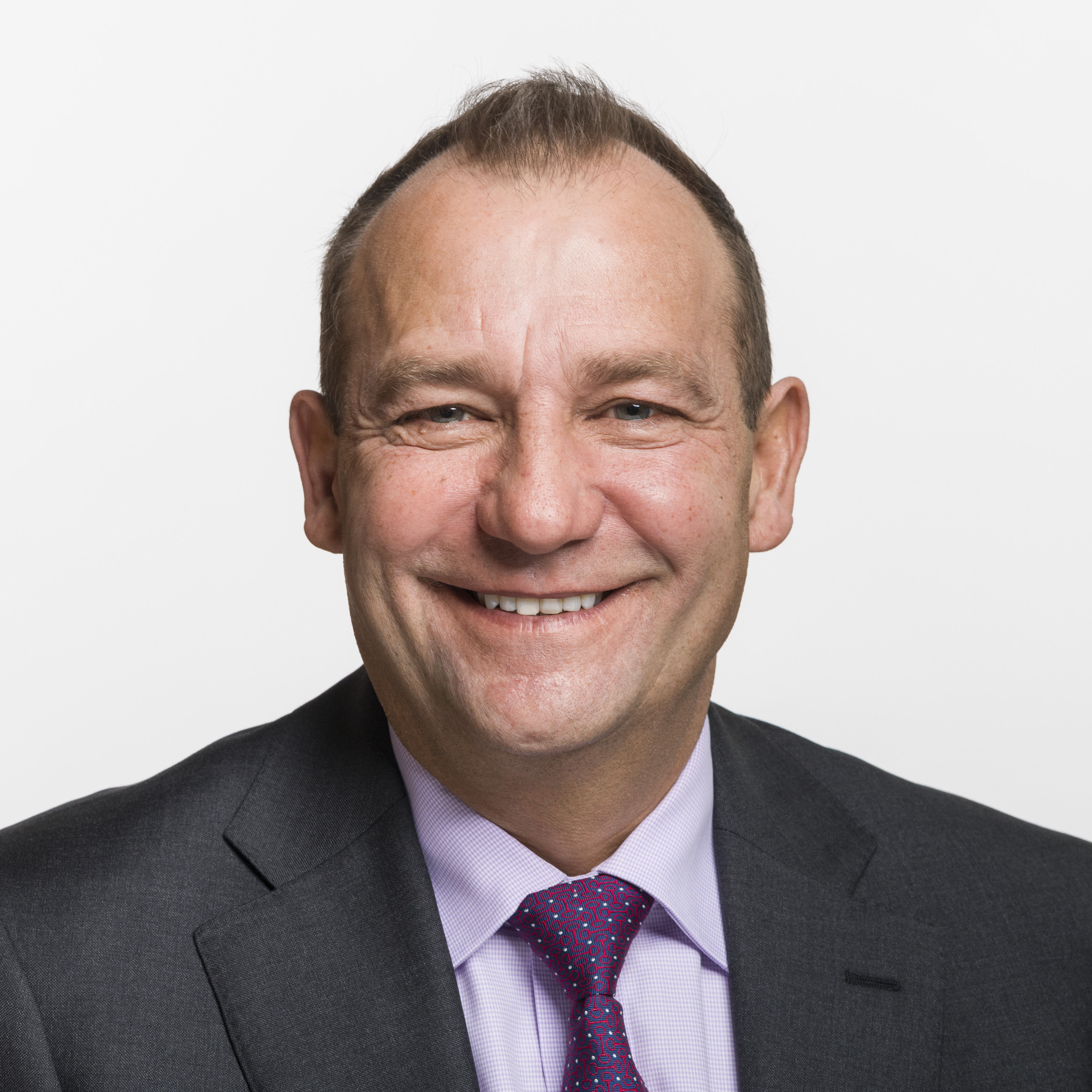
Thomas Matter (2019)

Thomas Matter (* 23. März 1966 in Liestal) ist ein Schweizer Unternehmer und Politiker (SVP).

## Leben
Matter absolvierte eine Ausbildung zum Bankkaufmann und arbeitete danach in diesem Bereich. 1994 begründete er die Finanzgruppe Swissfirst mit und wurde deren Geschäftsführer. 2005 gründete er die Matter Group. 2011 war er Gründungspräsident der Neuen Helvetischen Bank (heutiger Name Helvetische Bank), er steht der Bank als Verwaltungsratspräsident vor.
Er war vielfältig politisch aktiv, unter anderem bei der IG Schweizer Unternehmer gegen wirtschaftsfeindliche Initiativen und der SP-Steuerinitiative. 2012 wurde er Säckelmeister der Parteileitung der SVP. Nach dem Rücktritt von Christoph Blocher 2014 wurde er als Nachrückender für den Kanton Zürich als Nationalrat vereidigt.
Matter ist mit Marion Matter verheiratet, die 2023 für die SVP in den Zürcher Kantonsrat gewählt wurde. Mit ihr hat er eine Tochter, aus erster Ehe hat er drei Töchter. Er lebt in Meilen.

## Medienpräsenz
Thomas Matter betreibt auf der Plattform YouTube einen Kanal, auf dem er ein regelmässiges Format namens «In den Sümpfen von Bern» veröffentlicht.